# جوزپه بونیتزونی

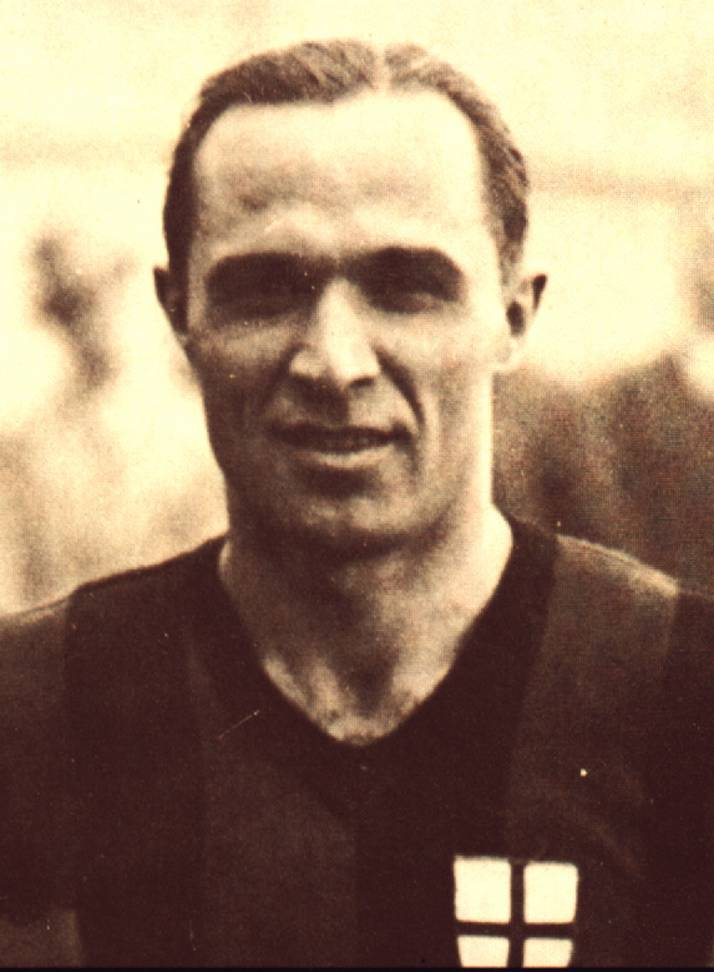
جوزپه بونیتزونی در سنین جوانی

جوزپه بونیتزونی (زاده ۲۲ آوریل ۱۹۰۸ – درگذشته ۲۱ ژوئیه ۱۹۷۶) مدافع فوتبال ایتالیایی بود.